# 短角粗毛蚤
短角粗毛蚤（学名：Macrothrix brevicornis）为粗毛蚤科粗毛蚤属的动物。在中国大陆，分布于云南等地，属于暖水性特有种。其主要栖息于水塘中。